# Periophthalmodon schlosseri
Espèce
Periophthalmodon schlosseri est une espèce de poissons de la sous-famille des Oxudercinae (famille des Gobiidae). Comme les autres membres de cette sous-famille, les individus de cette espèce sont capables de survivre dans et hors de l'eau grâce à un ensemble d'adaptations. P. schlosseri est originaire des littoraux de l'Est de l'océan Indien et de l'Ouest de l'océan Pacifique. Il vit dans des environnements marins mais aussi en eau douce et en eau saumâtre. Il se rencontre sur les rivages vaseux d'estuaires ou bien sur l'estran de certains fleuves.

## Description
Periophthalmodon schlosseri peut mesurer jusqu'à 27 cm de longueur totale. Son corps est longiforme avec des yeux globuleux et prédominant sur le dessus de la tête. Sa coloration générale est brune avec des marbrures éparses et une ligne noire dans le prolongement de l’œil.

## Répartition et habitat
Originaire du bassin Indo-Pacifique, la présence de P. schlosseri est confirmée à Singapour, en Indonésie, en Inde, en Australie, en Malaisie et en Thaïlande. Il vit sur l'estran, à une profondeur comprise entre 0 et 2 m.

## Écologie
Ce poisson se nourrit de petits crabes, d'insectes et de vers. Il creuse un terrier dans lequel il dépose ses œufs. Il effectue des trajets jusqu'à la surface où il avale de l'air qu'il rapporte à ses œufs.

## Galerie

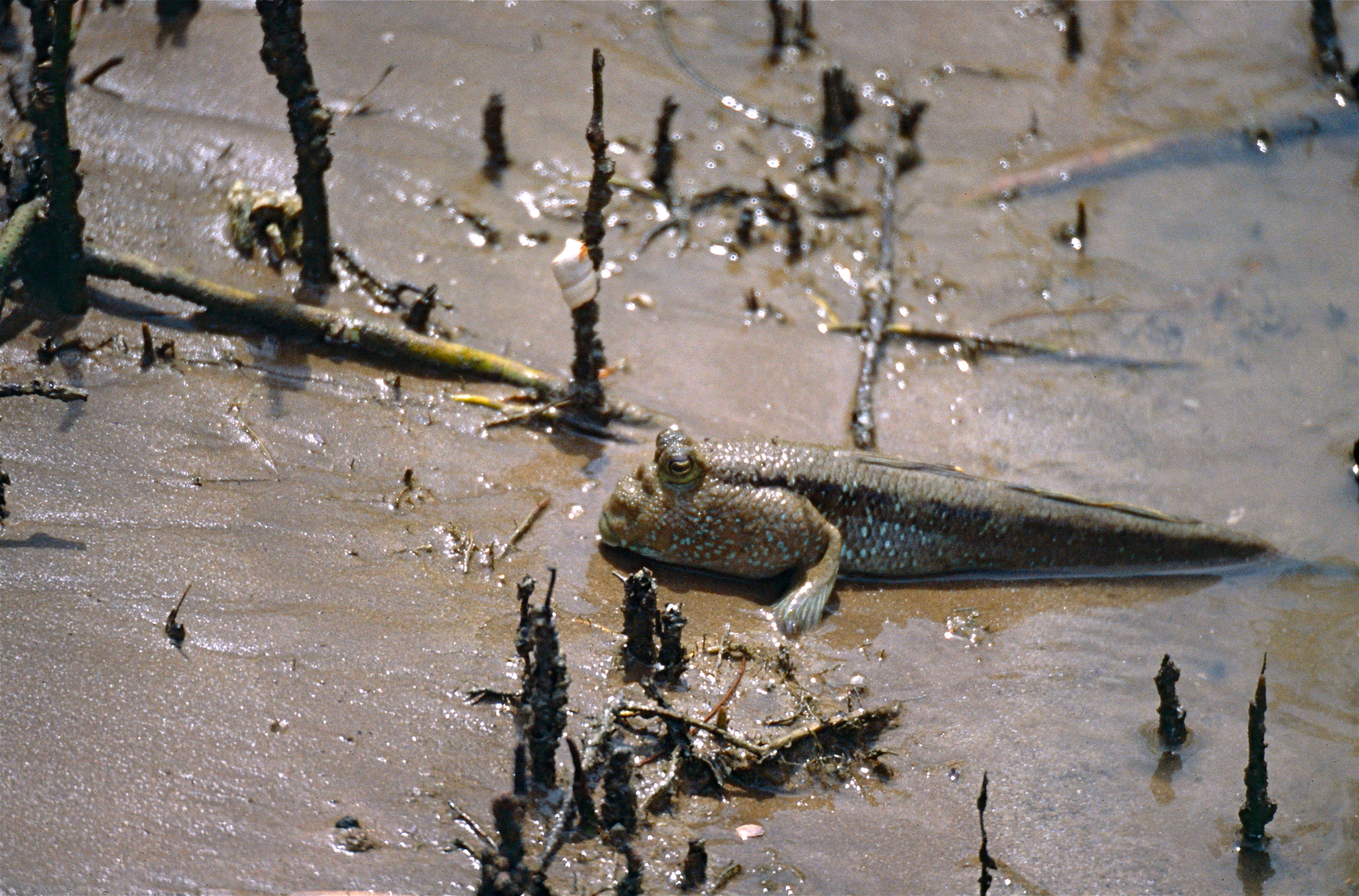
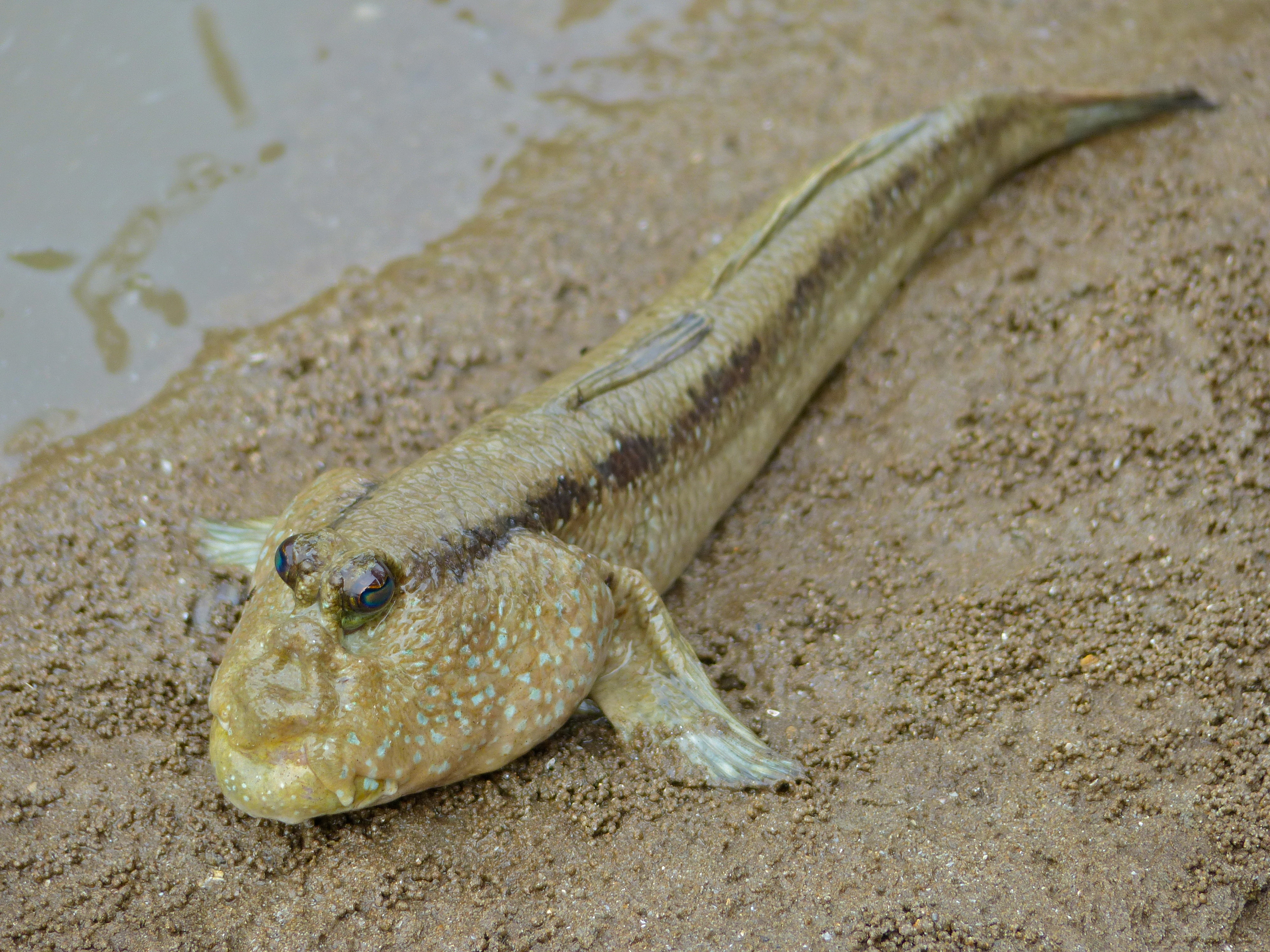
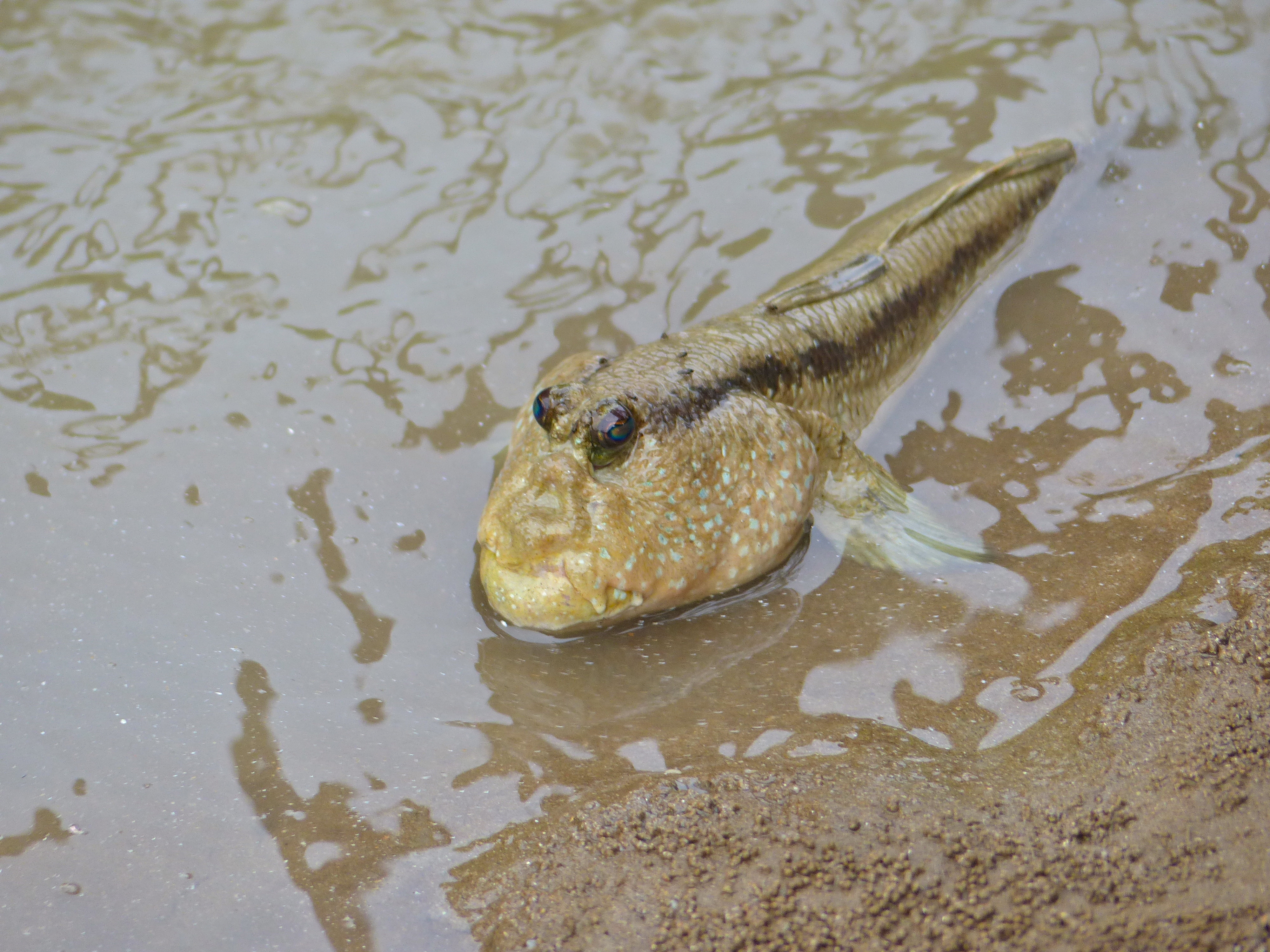
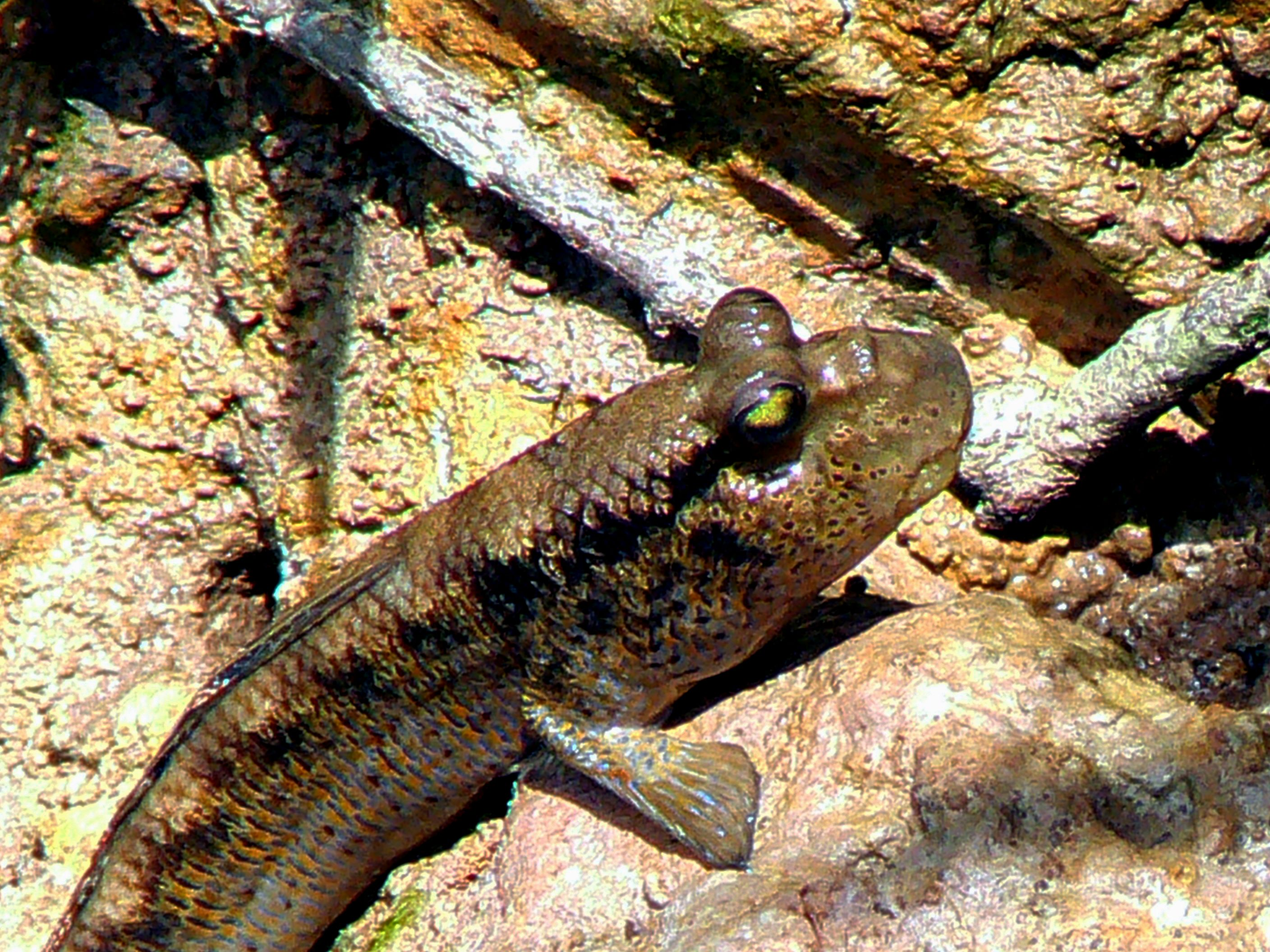
Sur un affluent du Mékong.

## Dénominations
Ce poisson n'a pas de nom vernaculaire officiel en français mais est parfois appelé « Périophthalme géant ».

## Systématique
Le nom valide complet (avec auteur) de ce taxon est Periophthalmodon schlosseri (Pallas, 1770).
L'espèce a été initialement classée dans le genre Gobius sous le protonyme Gobius schlosseri Pallas, 1770.
Periophthalmodon schlosseri a pour synonymes :
- Gobius schlosseri Pallas, 1770
- Periophthalmodon schosseri (Pallas, 1770)
- Periophthalmus schlosseri (Pallas, 1770)

### Étymologie
Son épithète spécifique, schlosseri, lui a été donnée en l'honneur du physicien et naturaliste néerlandais Johann Albert Schlosser (d) (1733-1769), ami de l'auteur qui avait reçu ce poisson d'Indonésie et l'avait transmis à Pallas.